# Морозов, Егор Алексеевич
Егор Алексеевич Морозов (род. 23 апреля 1995, Тольятти, Самарская область) — российский хоккеист, нападающий.

## Биография
Воспитанник тольяттинской ДЮСШ по хоккею «Лада». В 2007—2009 годах — в молодёжной команде «Ак Барса». В 2009 году участвовал в финале первенства России среди юношей 1995 года рождения в составе «Динамо» Москва. В сезоне 2009/10 был в магнитогорском «Металлурге», затем вернулся в «Ладу». В сезоне 2011/12 играл за команду МХЛ «Ладья». 19 декабря 2012 года дебютировал в КХЛ в составе украинского клуба «Донбасс». В том же сезоне стал чемпионом Украины, выступая за «Донбасс-2». В сезоне 2013/14 играл за «Донбасс» и команду МХЛ «Молодая гвардия». Выступал за команды «Сочи» (КХЛ, 2014/15 — 2017/18), «Дизель» (ВХЛ, 2017/18), «Металлург» Новокузнецк (2018/19), «Северсталь» (2019/20 — 2022/23, был капитаном), «Динамо» Москва (2023), «Адмирал» (2023—2024), «Витязь» (с 2024/25). 16 октября 2024 года приостановил контракт с «Витязем».
Победитель хоккейного турнира зимней Универсиады 2019.
12 мая 2020 года в Тольятти Морозов, находясь за рулем автомобиля BMW-530, сбил велосипедиста, который впоследствии скончался.